# Calloporina
Calloporina is een geslacht van mosdiertjes uit de familie van de Microporellidae. De wetenschappelijke naam van het geslacht werd voor het eerst geldig gepubliceerd in 1895 door de Neviani.

## Soorten
De volgende soorten zijn bij het geslacht ingedeeld:
- Calloporina angustipora (Hincks, 1885)
- Calloporina canaliculata (MacGillivray, 1860)
- Calloporina decorata (Reuss, 1848)
- Calloporina diadema (MacGillivray, 1869)
- Calloporina hayamiae Arakawa, 1995
- Calloporina longispina (MacGillivray, 1885)
- Calloporina lunata (MacGillivray, 1860)
- Calloporina lunipuncta (MacGillivray, 1885)
- Calloporina mariae Berning, 2012
- Calloporina patagonica Hayward & Ryland, 1990
- Calloporina renipuncta (MacGillivray, 1883)
- Calloporina sculpta Canu & Bassler, 1929
- Calloporina sigillata Canu & Bassler, 1929
- Calloporina spinosa Branch & Hayward, 2005
- Calloporina triporosa Powell, 1967